# Dzwon Zygmunta (Wyspa Króla Jerzego)
Dzwon Zygmunta (ang. Bell Zygmunt) – nunatak na Wyspie Króla Jerzego w północno-zachodniej części półwyspu Kraków Peninsula, na południowy wschód od Góry Wawel. Wznosi się na 300 m n.p.m. 
Nazwa nadana przez polską ekspedycję antarktyczną nawiązuje do Dzwonu Zygmunta w Krakowie. 